# Thom Puckey
Thomas William „Thom“ Puckey (* 23. Mai 1948 in Bexleyheath) ist ein englisch- niederländischer Performancekünstler und Plastiker.

## Leben und Werk

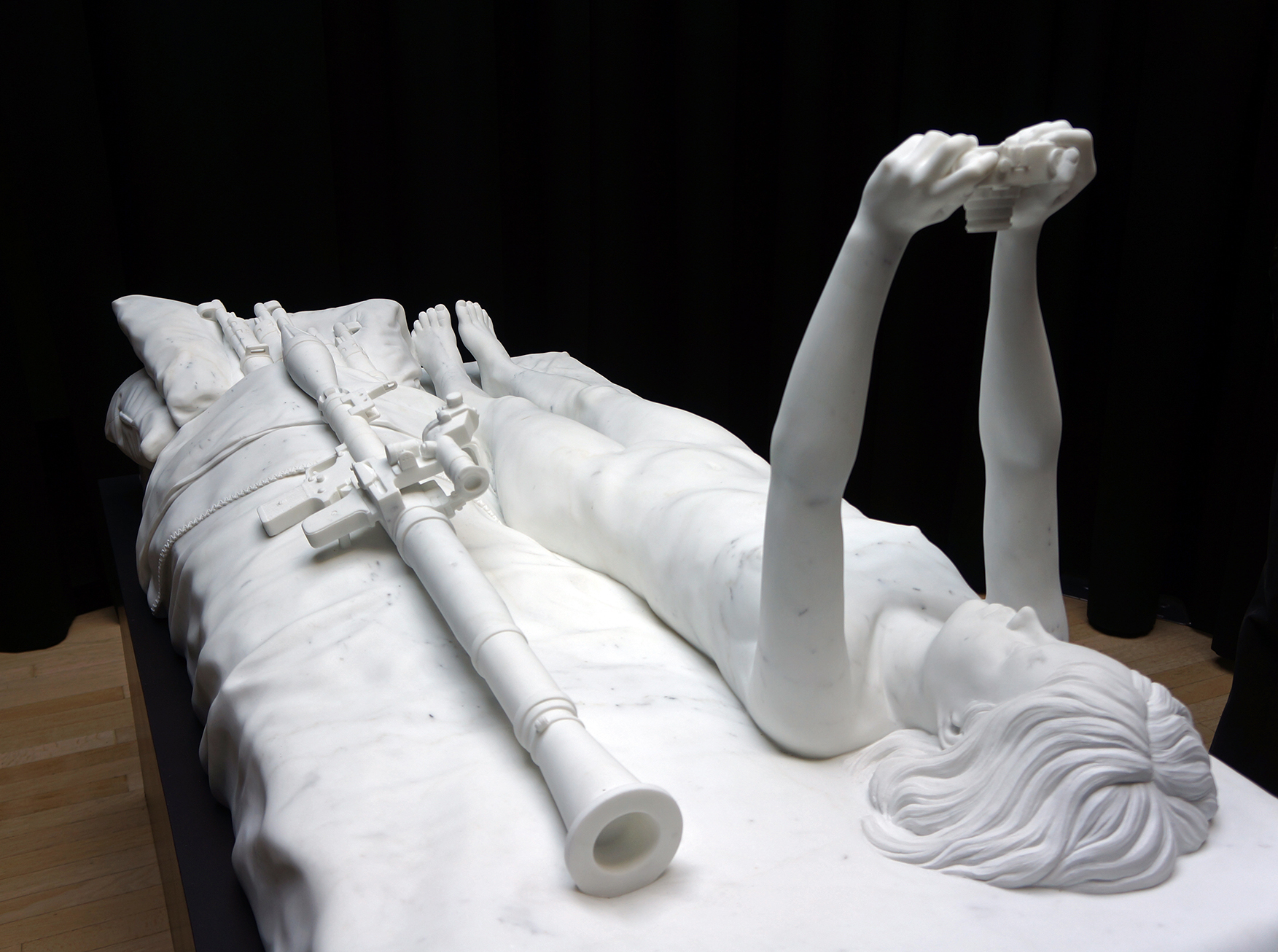
Figure on Bed with Camera and Weapons (2013)

Thom Puckey machte den Bachelor an der Londoner Slade School of Fine Art und anschließend den Master am Royal College of Art.
Von 1972 bis 1982 bildete Thom Puckey zusammen mit Dirk Larsen das Performance-Duo Reindeer Werk/Rentier Arbeit.
Im Jahr 1978 zog Puckey nach Amsterdam, um dort zu leben und zu arbeiten. Hochschullehrer war er von 1984 bis 1987 an der Academie Minerva in Groningen, von 1985 bis 1989 an der AKI (Akademie für Kunst und Industrie) in Enschede, von 1987 bis 1995 an der Rijksakademie van beeldende kunsten in Amsterdam und ab 1997 an der Akademie voor Kunst en Vormgeving St. Joost in ’s-Hertogenbosch.
Zahlreiche Werke von Puckey sind als Kunst im öffentlichen Raum in verschiedenen Städten der Niederlande realisiert worden.